# 井原工業
井原工業株式会社（いはらこうぎょう）は、愛媛県四国中央市三島宮川に本社を置く建設会社。

## 事業所
- 本社 - 愛媛県四国中央市三島宮川4-2-18
- 松山支店 - 愛媛県松山市安城寺町98
- 高知営業所 - 高知県高知市上町4-6-13・105号
- 観音寺営業所 - 香川県観音寺市三本松町4丁目2-78

## 沿革
- 1922年 - 井原岸高が創業。
- 1944年 - 「宇摩土建株式会社」設立。
- 1949年 - 建設大臣登録。
- 1958年 - 「井原建設工業株式会社」に改称。
- 1974年 - 建設大臣許可3496号。
- 1983年 - 「井原工業株式会社」に改称。

## 主な施工実績
- うま農業協同組合本店
- 愛媛銀行泉川支店
- 観音寺信用金庫四国中央支店
- 四国中央市消防防災センター
- ハローズ土居店
- 四国中央市立松柏小学校南校舎

## グループ会社
- 三星道路株式会社
- 三星生コンクリート株式会社